# Michael Hauber
Michael Hauber (* 1958 in Stuttgart) ist ein deutscher Pianist. 

## Leben
Hauber studierte an der Musikhochschule Stuttgart und setzte seine Ausbildung 1984 bis 1988 als Stipendiat des Deutschen Akademischen Austauschdienstes bei Leon Fleisher am Peabody Conservatory in Baltimore fort. Er war dann Finalist bei der Robert Casadesus Piano Competition in Cleveland und 1989 Preisträger beim Internationalen Beethoven-Wettbewerb in Wien. Mit dem von ihm 1986 gegründeten Klaviertrio Trio Opus 8 (dem auch Eckhard Fischer und Mario de Secondi angehören) gewann er den Mendelssohn-Wettbewerb in Berlin und den Internationalen Kammermusikwettbewerb ›Sergio Lorenzi‹ in Trieste. Er trat als Solist mit verschiedenen Sinfonieorchestern auf und als Kammermusiker u. a. mit Eduard Brunner, Radovan Vlatković, Rainer Moog und Ingeborg Danz. Seine Diskographie umfasst u. a. sämtliche Klaviertrios von Franz Schubert, Robert Schumann, Johannes Brahms, Felix Mendelssohn Bartholdy und Joachim Raff. Hauber war von 2000 bis 2015 Professor für Klavier und Kammermusik an der Staatlichen Hochschule für Musik und Darstellende Kunst Mannheim, danach hatte er bis zu seiner Emeritierung eine Professur für dieselben Fächer an der Hochschule für Musik und Darstellende Kunst Stuttgart.